# 林麗瓊
林麗瓊，台灣物理學家，美國哈佛大學應用物理學博士，現為國立臺灣大學物理系合聘教授及臺大新穎材料原子級科學研究中心主任，是中央研究院第三十三屆院士。專長領域為奈米材料學與應用。

## 生平
林麗瓊高中畢業於臺北市立第一女子高級中學，1981在畢業於國立臺灣大學物理系。就讀臺大期間知名物理學家吳健雄夫婦訪台，她特意搭車到新竹，雖然當時根本聽不懂演講內容，但卻深受吳對於科學研究的熱情所感動。1983年考進美國哈佛大學並於1989年取得應用物理學博士。專長領域為奈米材料學與應用。獲得第十屆「台灣傑出女科學家獎」。1989-1994年任職於美國奇異公司研發總部，從事高效能節能材料的研究。1994年返台後，進入國立臺灣大學凝態科學研究中心擔任副研究員，並於2012-2018年出任該研究中心主任。目前則是國立臺灣大學物理系合聘教授及國立臺灣大學新穎材料原子級科學研究中心主任。

## 學術成就
林麗瓊博士目前主持國立臺灣大學新穎材料原子級科學研究中心下的尖端材料實驗室。主要研究半導體、光電與能源材料，致力於發展出更加環保有效率的材料。與臺大化工系教授吳紀聖合作，期望透過「人工光合作用」將二氧化碳轉換成可用的低碳氫化合物，取代石油成為新燃料，為綠能及永續能源做出進一步貢獻。在美國及台灣擁有多項專利。
| 年份         | 項目                                                                                                |
| ------------ | --------------------------------------------------------------------------------------------------- |
| 1986-1988年  | IBM Predoctoral Fellowship, USA                                                                     |
| 1989年       | Reinhold Rudenberg Memorial Prize for Graduate Student, Harvard, USA                                |
| 2000年       | 中央研究院年輕學者研究著作獎                                                                        |
| 2004年       | 國立臺灣大學研究成就獎                                                                              |
| 2006年       | 中華民國物理學會會士                                                                                |
| 2007年       | 中華民國國家科學及技術委員會傑出獎 瑞典林雪平大學榮譽博士, 瑞典（ Linköping University,Sweden）     |
| 2007-2011年  | 國立臺灣大學院級特聘研究員                                                                          |
| 2008年       | 英國皇家工程學院傑出訪問學者, 英國(UK Royal Academy of Engineering,UK）                             |
| 2008-2011年  | 中華民國國家科學及技術委員會傑出學者研究計畫                                                        |
| 2009年       | 國際發明家協會女士獎 國際花喇子模獎, 伊朗（The Khwarizmi International Award （页面存档备份，存于） |
| 2010年       | 美國材料學會會士, 美國（The Minerals, Metals & Materials Society,USA）                              |
| 2010-2013年  | 中華民國國家科學及技術委員會傑出獎                                                                  |
| 2010-2015年  | 傑出人才發展基金會傑出人才講座                                                                      |
| 2011年- 至今 | 國立臺灣大學校級特聘研究員                                                                          |
| 2012年       | 侯金堆傑出榮譽獎_材料組                                                                             |
| 2013年       | 阿查亞維諾瓦國際材料科學與技術獎, 印度                                                              |
| 2015年       | 亞太材料科學院院士（Asia Pacific Academy of Materials，APAM）                                       |
| 2017年       | 第10屆台灣傑出女科學家獎                                                                            |
| 2018年       | 台灣真空學會會士 教育部學術獎                                                                       |
| 2020年       | 徐有庠先生紀念基金會「有庠科技講座_奈米科技類」                                                     |
| 2022年       | 中央研究院第33屆數理科學組院士                                                                      |

## 家庭
林麗瓊為家中的么女，排行第八。林家子女學業優異，有七位考取台大、一位師大。除了他以外二哥和四姐也分別投入科學的研究領域中，林麗瓊也是追隨四姐的腳步進入臺大物理系就讀。林麗瓊於1983年與陳貴賢結婚育有兩女。兩人同為臺大的同學，1983年一同前往美國哈佛大學深造，兩人的大女兒也於這段期間出生。

## 軼事
林麗瓊夫婦在攻讀博士期間大女兒誕生。夫婦倆為了照顧女兒，特意錯開進實驗室的時間，並節省獎學金以供半天的褓姆費用。林麗瓊1989-1994年任職於美國奇異公司研發總部時，該部門當時只有兩位白人女性，而她則是是第一位華人女性。根據林的描述當時另一位應徵相同職位卻未受聘的韓國同學曾對她說：「都是因為你是女性！」。林麗瓊任職於美國奇異公司時適逢美國職場兩性平權議題崛起的年代，競爭對手認為林因為性別優勢取得工作，林麗瓊因此非常不服氣，她認爲自己是因為能力成功。林麗瓊多年來努力維持實驗室學生的性別比例，希望透過自己的言行能夠成為女學生的榜樣，也經常利用工作之餘參加演講或接受採訪，期望讓自己的故事可以鼓勵更多女性「科學無關性別，只要努力都可以做出貢獻」。